# Berthella tupala
Berthella tupala är en snäckart som beskrevs av Er. Marcus 1957. Berthella tupala ingår i släktet Berthella och familjen Pleurobranchidae. Inga underarter finns listade i Catalogue of Life.